# Ruy Díaz de Isla
Ruy Díaz de Isla (Baeza, 1462 o 1467 – 1542) è stato un medico spagnolo.

## Biografia
Díaz lavorò come medico a Barcellona nel 1493 e successivamente a Siviglia, in seguito lavorò per dieci anni come chirurgo presso l'Ospedale de Todos Santos a Lisbona. Díaz riferì di aver trattato i membri dell'equipaggio della nave di Cristoforo Colombo al loro ritorno dall'America centrale per le ulcere sifilitiche. Non aveva mai visto prima queste ulcere. Concluse che la nuova malattia era stata importata in Europa dall'isola di Hispaniola.

## Opere
- (ES)  Tractado contra el mal serpentino, Sevilla 1539 (scritto verso il 1510) Un manoscritto di questo libro (Codex P, Nr. 42), scritto prima del 1521, fu reperito da Bonifacio Montejo (ca. 1825–1890) alla Biblioteca nazionale di Madrid. (Bloch 1901, p. 179)
- (ES)  Tractado llamado fructo de todos los sanctos contra el mal serpentino, venido de la ysla Española / hecho y ordenado ... por el muy famoso maestro Ruy diaz de Ysla ... Sevilla 1542